# Alexandros Soutsos
Alexandros Soutsos (grekiska: Αλέξανδρος Σούτσος), född 1803 i Konstantinopel, död 1863 i Smyrna, var en nygrekisk skald. Han var bror till Panagiotis Soutsos.
Soutsos erhöll från 1820 sin utbildning i Paris, där han 1829 utgav Histoire de la révolution grecque, och begav sig sedan till Grekland, där han uppträdde som ivrig motståndare till greve Kapodistrias, som han angrep i Panorama tes Eliados (2 band, 1833), och, efter kung Ottos tronbestigning, till det bayerska inflytandet. I sina lyriska och komiska dikter samt i synnerhet i sitt berömda romantiska epos Periplanomenos (Den kringirrande, 1839) riktade han skarpa angrepp mot de härskande. Han var även en framstående dramatisk och journalistisk författare samt skrev en politisk-satirisk roman, "Den landsflyktige" (1834). I Nordisk familjebok heter det: "S:s dikter besjälas af lefvande kärlek till frihet och fosterland. Hans form är behagfull och klar, men den starkt subjektiv-lyriska uppfattningen gör karaktärsteckningen ofta svag." Av hans samlade skaldestycken finns upplagor från 1851 och 1883.